# 徐业安
徐业安（1955年5月—2014年4月8日），湖北武汉人。曾任湖北省委省政府信访办公室综合处处长、湖北省信访局副局长、国家信访局办公室主任。2011年10月至2014年4月任国家信访局副局长。2014年4月8日自杀身亡。